# Slag bij La Rochelle
De Slag bij La Rochelle was een zeeslag op 22 juni 1372 tussen de Engelse vloot onder leiding van de graaf van Pembroke tegen een vloot van Castilië, bondgenoot van het koninkrijk Frankrijk onder leiding van de Genuees Ambrosio Boccanegra. De Castilianen wisten de Engelsen te verslaan en daarmee kreeg Frankrijk voor het eerst sinds de Slag bij Sluis in 1340, de controle over Het Kanaal.

## De Slag
De havenstad La Rochelle was al jarenlang een belangrijke uitvalsbasis voor de Engelse vloot in Frankrijk. Uiteindelijk waren de Fransen in 1372 overgegaan tot belegering van de stad. De Castiliaanse vloot zou vervolgens de stad vanaf zee afgrendelen, maar moest daarvoor eerst slag leveren tegen de Engelsen.
Vlak bij de haven van La Rochelle ankerde de Castiliaanse vloot. De graaf van Pembroke zag dit als een kans om de vloot te vernietigen en trok in de nacht van 23 juni met zijn vloot de haven van La Rochelle uit. Gedurende de nacht werd er hard gevochten tussen de twee vloten. De Engelse graaf bleek een grote fout te hebben gemaakt. Toen het 's morgens eb werd liepen de Engelse schepen vast in het ondiepe water, de Castilianen konden ze gemakkelijk enteren. Ze slaagden erin om een groot deel van het Engelsen gevangen te nemen, inclusief de graaf van Pembroke.

## Nasleep
De graaf van Pembroke werd door de Castilianen in Santander gevangengezet. Door de overwinning verkreeg Frankrijk de controle over de zee, waar daarvoor de Engelsen de baas waren. De Engelsen waren genoodzaakt om met het koninkrijk Portugal een alliantie te sluiten. Na de slag kreeg Frankrijk de gebieden weer die het had moeten afstaan na het Verdrag van Brétigny.